# Val d’Entremont

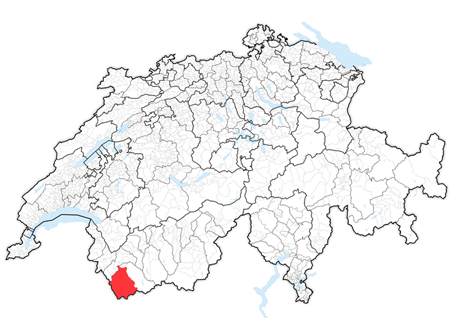
Lage des Val d’Entremont anhand der Flächen der vier Talgemeinden

Das Val d’Entremont ist ein Tal in der Schweiz im Bezirk Entremont im Wallis. Das Tal stellt mit dem Grossen St. Bernhard (2469 m ü. M.) und dem Grossen-St.-Bernhard-Tunnel via Hauptstrasse 21 eine Verbindung ins benachbarte Italien dar.

## Geographie
Das Val d’Entremont, durch welches die Dranse d’Entremont fliesst, trifft auf Höhe der Gemeinde Sembrancher mit dem Val de Bagnes zusammen. Mit der Dranse de Bagnes bildet die Dranse d’Entremont den Fluss Dranse, der bei Martigny in die Rhone mündet. Das Tal geht bei Martigny ins Rhonetal über.
Von Sembrancher flussaufwärts ist das Tal gegen Süden ausgerichtet. Auf der Höhe von Orsières teilt es sich in zwei Teile: das westliche Seitental bildet das Val Ferret Richtung La Fouly. Das Val d’Entremont wiederum steigt weiter aufwärts in Richtung Liddes und Bourg-Saint-Pierre. Im Osten wird es vom Bergmassiv Grand Combin begrenzt. Nach Bourg-Saint-Pierre liegt der Stausee Lac des Toules; nach dem See folgt der erste Abschnitt der Passstrasse des Grossen St. Bernhard sowie das Nordportal des gleichnamigen Tunnels.

### Berge
Die wichtigsten Berge, welche das Tal umschliessen, sind:
- Grand Combin (4314 m ü. M.)
- Mont Vélan (3731 m ü. M.)
- Combin de Corbassière (3714 m ü. M.)
- Petit Combin (3663 m ü. M.)
- Mont Rogneux (3084 m ü. M.)

## Orte und Sehenswürdigkeiten

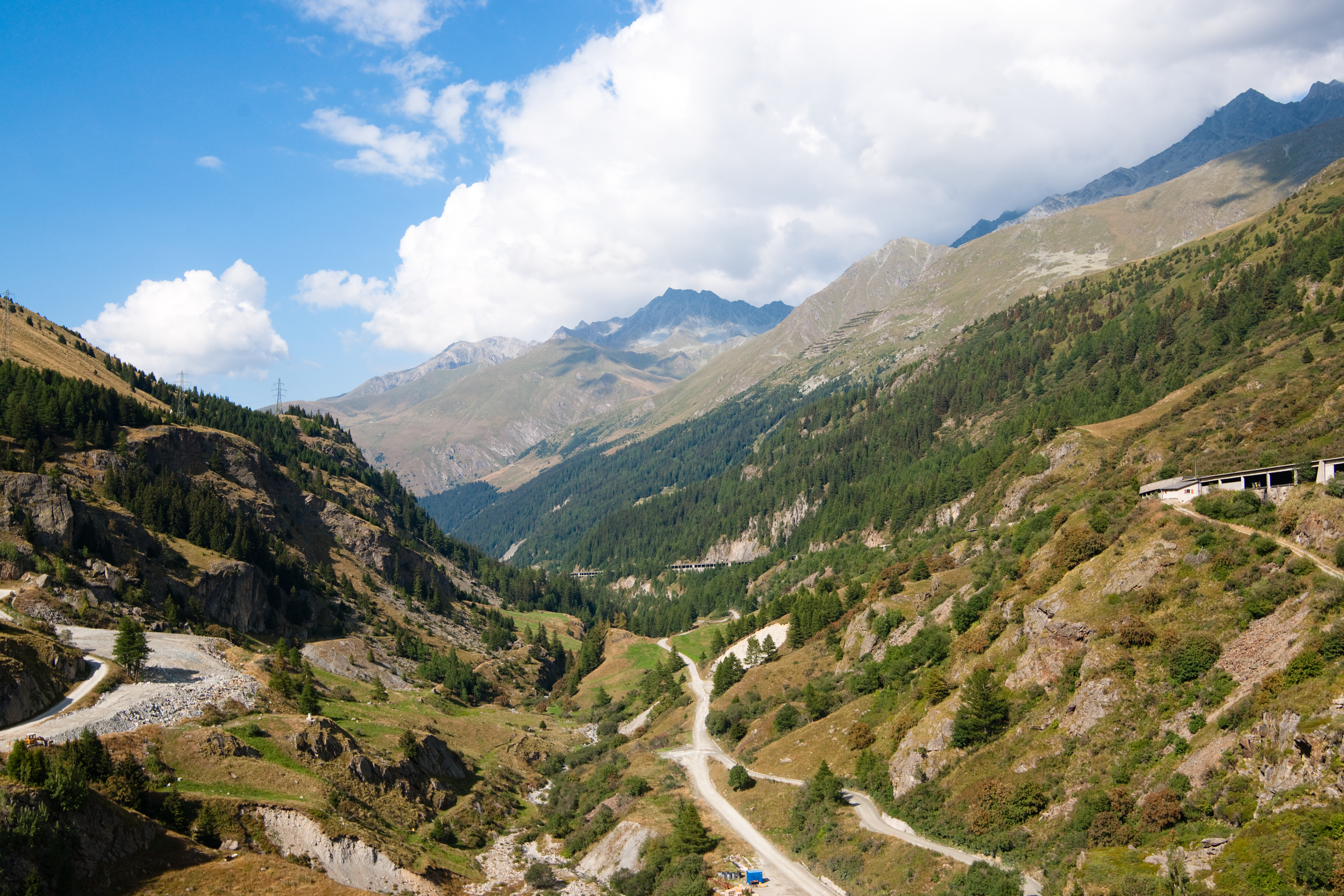
Blick in das Val d’Entremont

- Bovernier (Verzweigung zum Col de Champex durch die Gorges du Durnand nach Orsières)
- Sembrancher (Verzweigung Val d’Entremont und Val de Bagnes, 714 m ü. M.)
- Orsières (901 m ü. M.)
- Liddes (1346 m ü. M.)
- Bourg-Saint-Pierre (1623 m ü. M.)
- Lac des Toules (1810 m ü. M.)
- Nordportal des Grosser-St.-Bernhard-Tunnels in Bourg-Saint-Bernard (1916 m ü. M.)
- Grosser St. Bernhard (2469 m ü. M.) mit Hospiz